# Željko Kopić
Željko Kopić (Osijek, 10 settembre 1977) è un allenatore di calcio ed ex calciatore croato, di ruolo centrocampista, tecnico della Dinamo Bucarest.

## Carriera

### Allenatore
Il 13 novembre 2017 succede a Vik Lalić le redini dell'Hajduk Spalato. Il 6 settembre 2018 rescinde consensualmente il contratto che lo legava al club spalatino.
Il 2 dicembre 2021 viene promosso ad allenatore della Dinamo Zagabria in sostituzione di Damir Krznar.
Il 21 aprile 2022 perde l'incarico all'indomani della sconfitta in esterna nel derby eterno contro l'Hajduk Spalato (1-0).

## Statistiche

### Cronologia presenze e reti in nazionale
| Cronologia completa delle presenze e delle reti in nazionale ― Croazia under 21 | Cronologia completa delle presenze e delle reti in nazionale ― Croazia under 21 | Cronologia completa delle presenze e delle reti in nazionale ― Croazia under 21 | Cronologia completa delle presenze e delle reti in nazionale ― Croazia under 21 | Cronologia completa delle presenze e delle reti in nazionale ― Croazia under 21 | Cronologia completa delle presenze e delle reti in nazionale ― Croazia under 21 | Cronologia completa delle presenze e delle reti in nazionale ― Croazia under 21 | Cronologia completa delle presenze e delle reti in nazionale ― Croazia under 21 |
| Data                                                                            | Città                                                                           | In casa                                                                         | Risultato                                                                       | Ospiti                                                                          | Competizione                                                                    | Reti                                                                            | Note                                                                            |
| ------------------------------------------------------------------------------- | ------------------------------------------------------------------------------- | ------------------------------------------------------------------------------- | ------------------------------------------------------------------------------- | ------------------------------------------------------------------------------- | ------------------------------------------------------------------------------- | ------------------------------------------------------------------------------- | ------------------------------------------------------------------------------- |
| 22-9-1994                                                                       | Poděbrady                                                                       | Croazia under 21                                                                | 0 – 0                                                                           | Turchia under 21                                                                | Amichevole                                                                      | -                                                                               |                                                                                 |
| Totale                                                                          |                                                                                 | Presenze                                                                        | 1                                                                               |                                                                                 | Reti                                                                            | 0                                                                               |                                                                                 |